# Maksymilian Barański
Maksymilian Barański (ur. 14 kwietnia 1926 w Chorzowie, zm. 9 maja 2010 w Dortmundzie) – polski piłkarz występujący na pozycji napastnik, reprezentant Polski, trener.
Przez znaczną część kariery piłkarskiej był związany z AKS–em Chorzów, w którym karierę rozpoczął w 1938 roku. W czasie II wojny światowej grał w Germanii Königshütte, powstałym w miejsce zlikwidowanego przez władze okupacyjne AKS–u (wcześniejszym Verein für Rasenspiele Königshütte). Po zakończeniu działań wojennych kontynuował karierę w AKS–ie. W sezonie 1946 Barański zadebiutował w najwyższej klasie rozgrywkowej w Polsce. Miało to miejsce 1 września 1946 roku w wygranym 5:3 meczu z Pomorzaninem Trouń, który odbył się w ramach eliminacji mistrzostw kraju, zaś pierwszą bramkę strzelił w tymże spotkaniu. W sezonie 1946 i 1947 Barański zajął z drużyną trzecie miejsce na zakończenie rozgrywek. W 1947 roku rozegrał pięć meczów w reprezentacji Polski. Zadebiutował 21 sierpnia w kadrze prowadzonej przez Wacława Kuchara w przegranym 6:3 sparingu z Czechosłowacją. Po zakończeniu sezonu 1954 Barański odszedł z AKS–u. Karierę kontynuował w Koszarawie Żywiec i Unii Oświęcim, gdzie pełnił rolę grającego trenera oraz drużynie rezerw Górnika jako samodzielny szkoleniowiec.  W 1972 roku wyemigrował do Niemiec i mieszkał tam do śmierci.

## Statystyki

### Klubowe w latach 1946–1954
| Sezon | Klub        | Liga   | Liga krajowa | Liga krajowa |
| ----- | ----------- | ------ | ------------ | ------------ |
| Sezon | Klub        | Liga   | Mecze        | Bramki       |
| 1946  | AKS Chorzów | MP     | 6            | 5            |
| 1947  | AKS Chorzów | MP     | 2            | 0            |
| 1948  | AKS Chorzów | I Liga | 23           | 3            |
| 1949  | AKS Chorzów | I Liga | 22           | 2            |
| 1950  | AKS Chorzów | I Liga | 22           | 3            |
| 1951  | AKS Chorzów | I Liga | 19           | 3            |
| 1952  | AKS Chorzów | I Liga | 4            | 0            |
| 1953  | AKS Chorzów | I Liga | 5            | 1            |
| 1954  | AKS Chorzów | I Liga | 18           | 4            |
| Razem | Razem       | Razem  | 121          | 21           |

### Reprezentacyjne
| 1. | 31.08.1947 | Praga, Czechosłowacja | Czechosłowacja | 6:3 | towarzyski |
| 2. | 14.09.1947 | Solna, Szwecja        | Szwecja        | 5:4 | towarzyski |
| 3. | 17.09.1947 | Helsinki, Finlandia   | Finlandia      | 1:4 | towarzyski |
| 4. | 19.10.1947 | Belgrad, Jugosławia   | Jugosławia     | 7:1 | towarzyski |
| 5. | 26.10.1947 | Bukareszt, Rumunia    | Rumunia        | 0:0 | towarzyski |

## Sukcesy

### AKS Chorzów
- 3. miejsce w mistrzostwach Polski (2 razy) w sezonach: 1946, 1947